# Lamborghini Veneno
Der Lamborghini Veneno ist ein Supersportwagen, der am 28. November 2012 auf dem Genfer Auto-Salon als Coupé vorgestellt wurde. Anlass ist das 50-jährige Jubiläum der Marke Automobili Lamborghini.
Die Modellbezeichnung stammt – der alten Lamborghini-Tradition entsprechend – von einem spanischen Kampfstier namens Veneno, der im Jahr 1914 den Torero José Sánchez Rodríguez während eines Stierkampfes in der Arena von Sanlúcar de Barrameda tötete.

## Lamborghini Veneno Coupé
Der Veneno basiert auf dem Aventador, dessen Zwölfzylindermotor mit einer Leistungssteigerung von 37 kW eingesetzt wird. Somit leistet der Veneno 552 kW (751 PS). Durch den Einsatz von Karbonfaser und Leichtbauteilen konnte das Gewicht im Vergleich zum Aventador um 125 kg auf 1450 kg reduziert werden. Dadurch liegt das Leistungsgewicht bei 1,93 kg/PS. Die Beschleunigung von 0 auf 100 km/h wird mit 2,8 Sekunden und die Höchstgeschwindigkeit mit 355 km/h angegeben. Die Stückzahl dieses Konzeptautos ist auf drei Exemplare limitiert. Der Preis für einen Veneno beträgt 3 Millionen Euro (ohne Mehrwertsteuer).
Es existieren insgesamt vier Exemplare des Wagens. Eines hat Lamborghini selbst behalten, sodass nur drei jemals zum Verkauf standen. Sie sind alle dunkelgrau lackiert und haben die Akzente an den Rädern und den Diffusoren jeweils in einer anderen Farbe. Als Farben wurden die drei der italienischen Flagge gewählt, also Rot, Grün und Weiß. Der erste Veneno, der rote, gehört dem Besitzer von Lamborghini Long Island. Der zweite/grüne gehört dem amerikanischen Geschäftsmann Kris Singh aus Miami, der noch weitere seltene Autos besitzt wie den Pagani Huayra „La Monza Lisa“ und einen 50. Anniversary Aventador Roadster. Der Besitzer des weißen und auch letzten Exemplars ist ein Geschäftsmann aus Bayern. Er kaufte den Lamborghini von dem Vorbesitzer aus Hong Kong, dessen Name nicht bekannt ist. Der gezahlte Preis ist unbekannt.

## Lamborghini Veneno Roadster
Am 1. Dezember 2015 stellte Lamborghini auf dem italienischen Flugzeugträger Cavour in Abu Dhabi den Veneno Roadster öffentlich vor. Dieser Supersportwagen ist auf neun Exemplare limitiert. Die Leistung des  Roadsters entspricht der des Coupés, jedoch benötigt für die Beschleunigung von 0 auf 100 km/h das Cabriolet mit 2,9 Sekunden eine Zehntelsekunde länger. Grund hierfür ist vor allem die höhere Masse, der Roadster wiegt 50 Kilogramm mehr als das Coupé. Der Veneno Roadster hat kein Dach. Auch die Motorhaube unterscheidet sich von der des geschlossenen Modells. Der Anschaffungspreis des Lamborghini Veneno Roadster liegt bei 3,3 Millionen Euro (ohne Steuern).

## Galerie

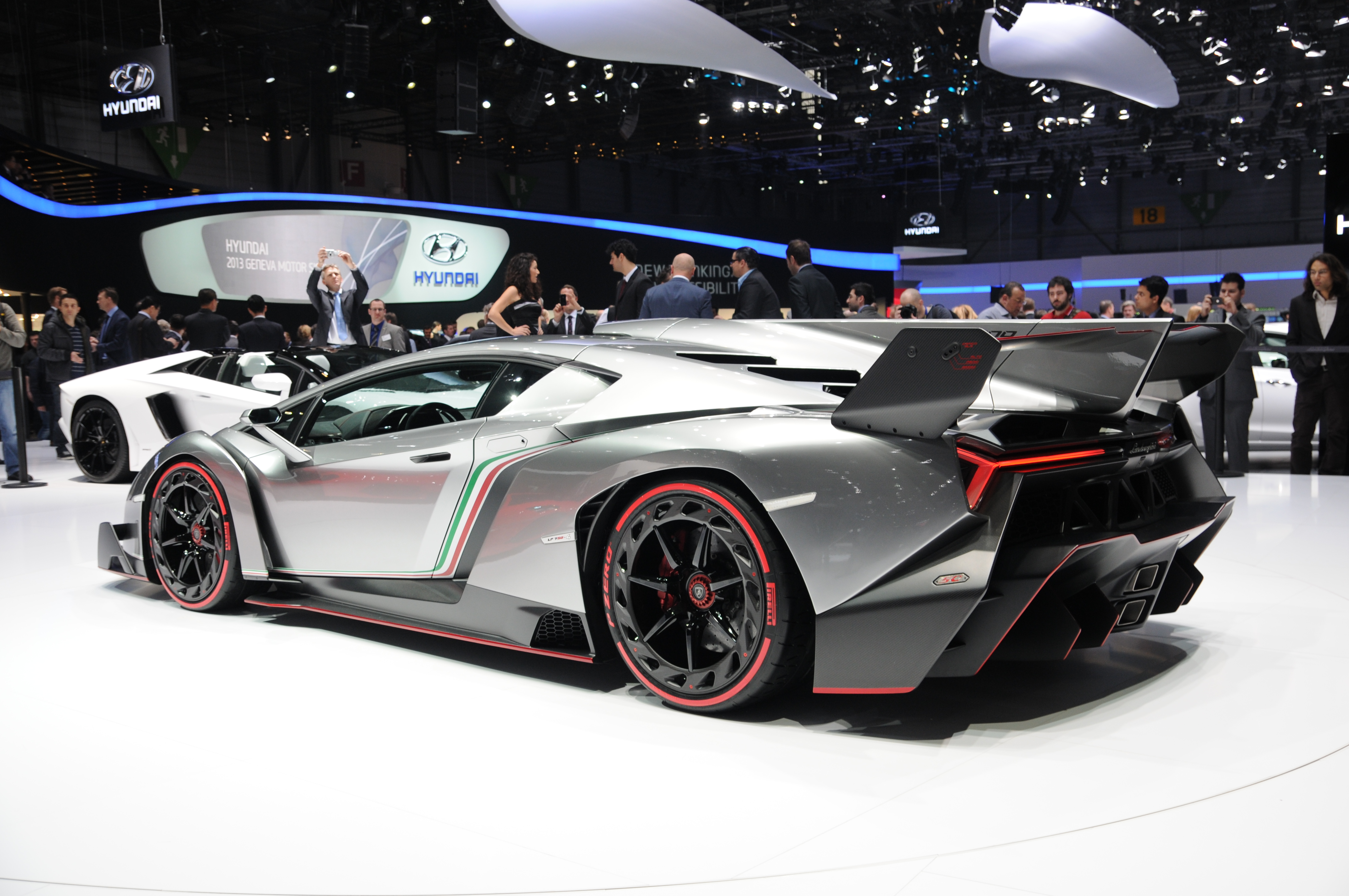
Weltpremiere des Veneno (Genfer Auto-Salon 2013)
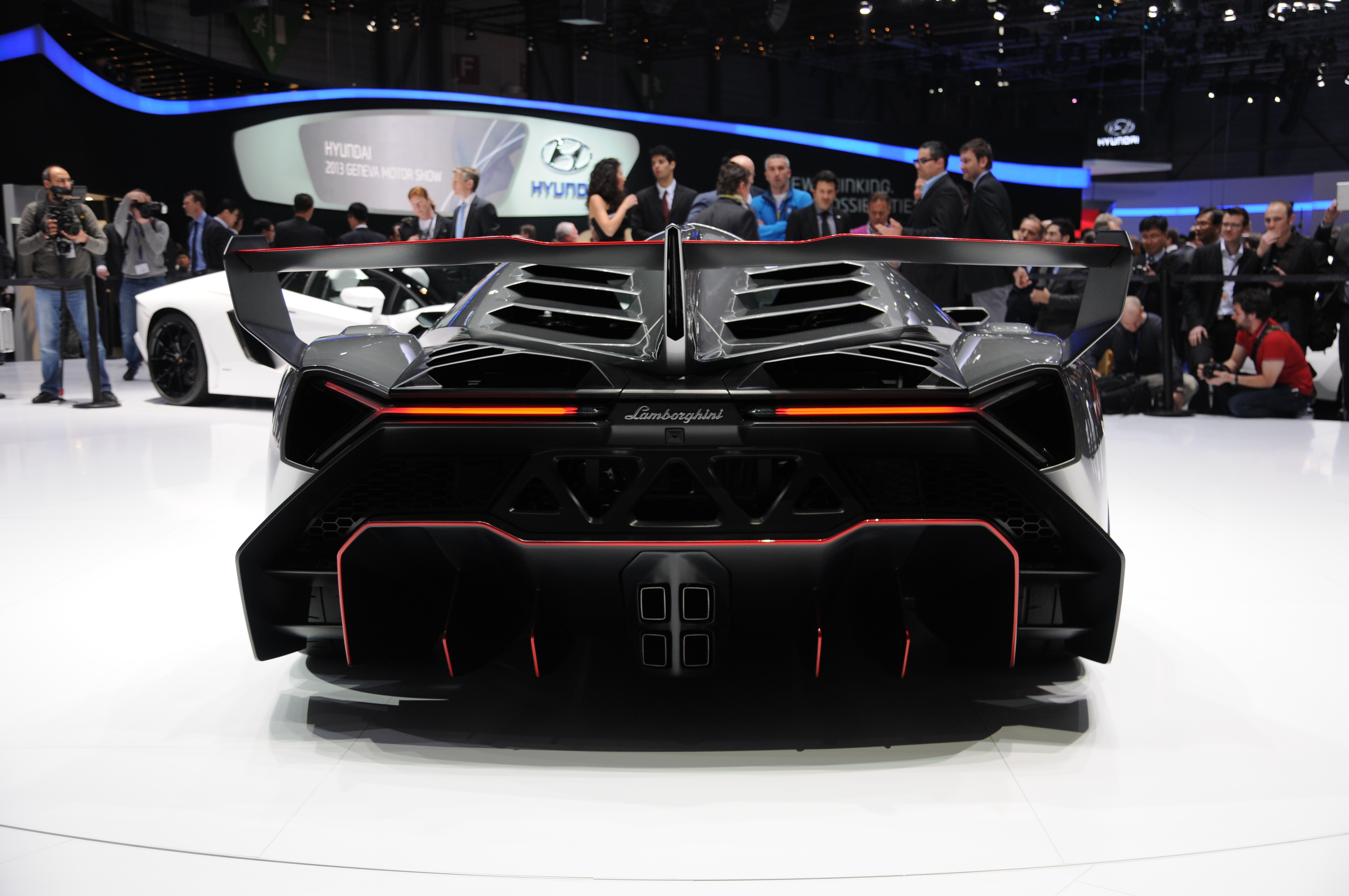
Heck
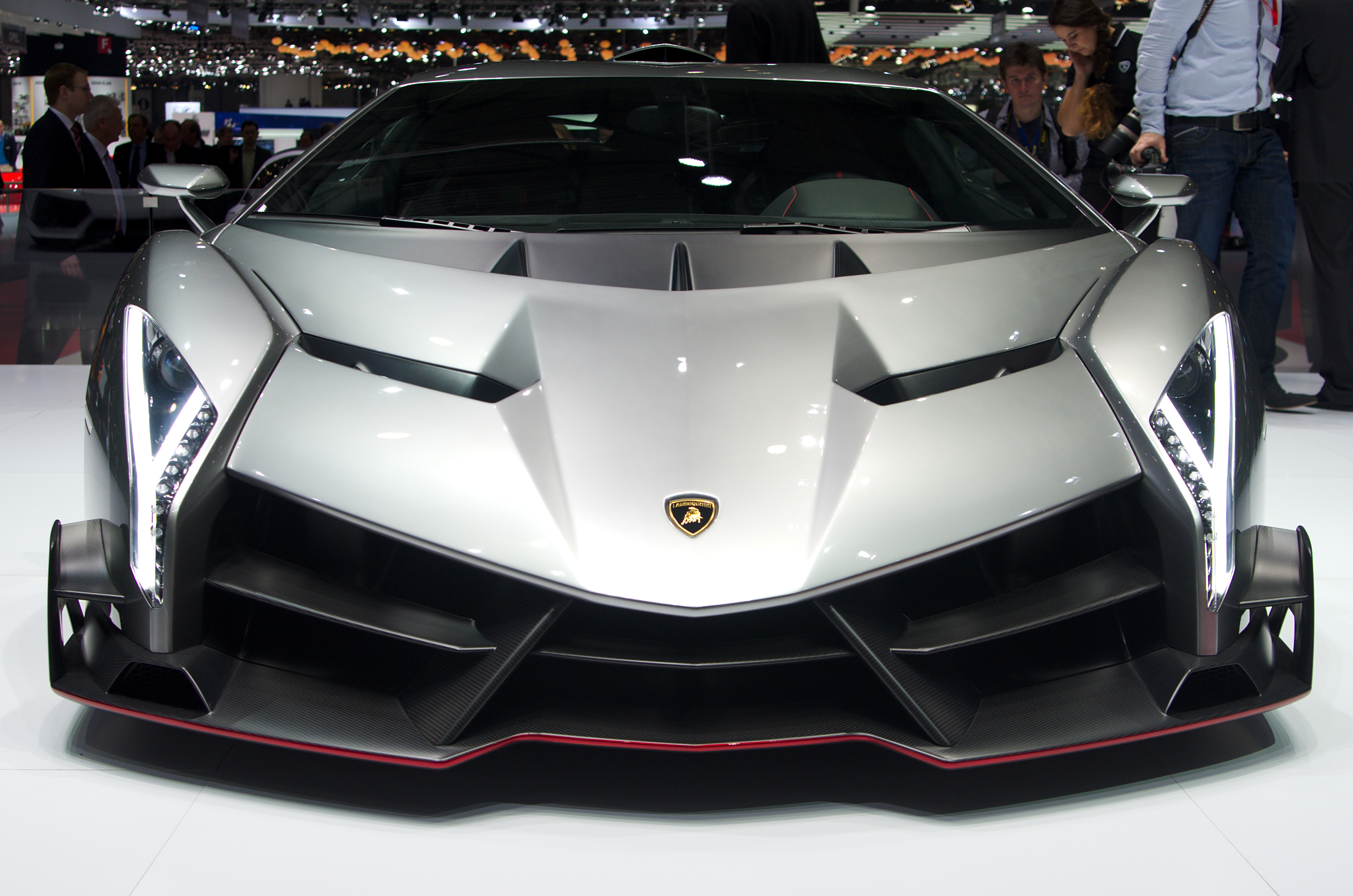
Front
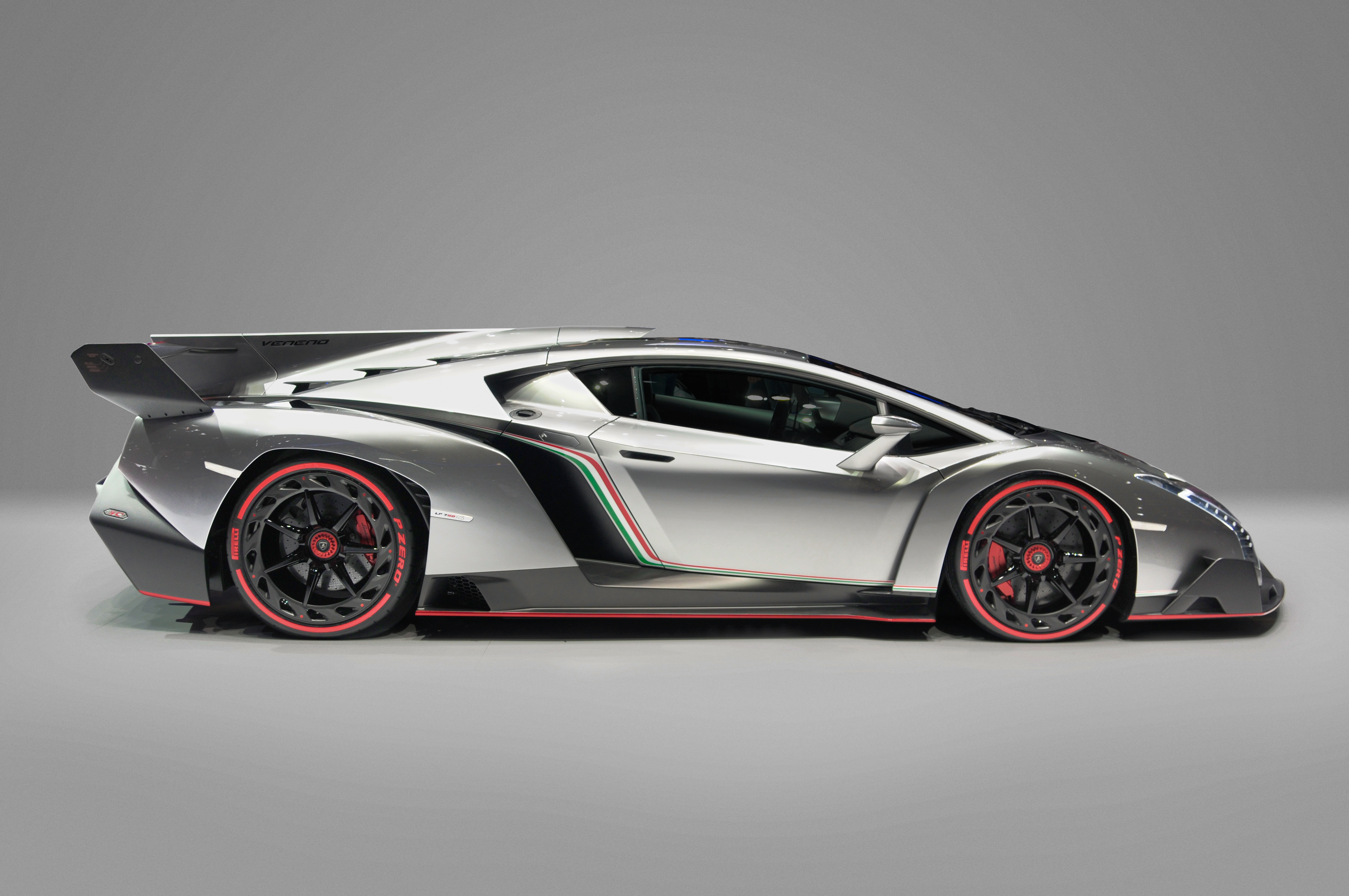
Seitenansicht